# Championnat d'Europe de beach soccer 2010
Navigation
2009 2011
L'Euro Beach Soccer League 2010 est la 13e édition de l'Euro Beach Soccer League, la plus importante compétition européenne de beach soccer.
Le Portugal remporte son quatrième titre tandis que la Turquie relègue la France en division B, prenant sa place dans l'élite.

## Format
Comme l'année précédente, la Ligue est séparée en deux divisions selon le classement BSWW : Division A (dont les participants jouent 2 des 4 étapes de phase régulière) qui comprend les huit meilleures équipes d'Europe et la division B comprenant les nations classées à partir de la 9e place. Durant chaque étape, les équipes s'affrontent toute au sein d'une même division. Chaque équipe gagnante reçoit 3 points, 2 si la victoire est en prolongation ou aux tirs au but et 0 en cas de défaite.
Les nations de première division remportant une étape est qualifiée pour la Superfinale ainsi que les deux meilleurs classées au classement cumulé. Tandis que 8 équipe (le dernier de Division A et les 7 premiers de la seconde) vont en finale de promotion dont seul le champion accède (ou reste) dans l'élite. En division B, le vainqueur de chaque tournoi ainsi que le meilleur deuxième se qualifie pour cette finale, chaque équipe participant à un seul événement de la phase régulière.

## Tournoi

### Étape 1
Moscou accueille la première étape du 28 au 30 mai entre la Russie, la Pologne, l'Italie, la Roumanie (division A) et la Grèce, Israël et l'Allemagne (division B), qui sont réparties selon le classement BSWW 2010. Les spectateurs du Victory Park peuvent assister à trois matchs par jour. 

#### Division A
Le premier match entre l'Italie et la Pologne est prolifique avec 13 buts marqués. Les italiens en sortent vainqueurs (7-6) après prolongation. C'est ensuite au tour de la Russie, hôtes de l'étape, de jouer. Malgré le temps nuageux, près de 2 000 spectateurs assistent à la victoire de l'équipe nationale contre la Roumanie (9-3).
C'est au tour de l'Italie et de la Roumanie de jouer le premier match de la division A. Les azzurri obtiennent les trois points à la dernière minute d'un match serré (8-7) avec le deuxième coup du chapeau consécutifs de capitaine Pasquali. Deux buts de Carotenuto, un du défenseur Leguissa et un but de chacun des gardiens de but permettent aux Italiens de prendre le dessus sur l'attaque roumaine marquant notamment par Dobre et Croitoru avec deux buts chacun. Dans un stade entièrement plein, les hôtes russes jouent la Pologne devant plus de 4 000 supporters et l'emportent 7-2 bien qu'ils aient dû attendre la fin de la première période pour marquer le premier but. Le gardien russe Andreï Boukhlitski est lui aussi devenu un gardien buteur.
Dans le match inaugural de la dernière journée, la Roumanie l'emporte sur la Pologne (8-6) marquant ses trois premiers points contrairement aux Polonais qui quittent Moscou sans unité de marquée. Le dernier match de l'étape met face à face les deux meilleures équipes. La Russie et l'Italie arrivent au troisième jour avec deux victoires chacune mais la squadra azzurri n'a que 5 points à cause de sa victoire après prolongation lors du premier match. Dans un stade plein à craquer, les hôtes obtiennent la victoire dans un match serré (4-3).
| Équipe   | J | V | V+ | D | Bp | Bc | +/- | Pts |
| -------- | - | - | -- | - | -- | -- | --- | --- |
| Russie   | 3 | 3 | 0  | 0 | 20 | 8  | +12 | 9   |
| Italie   | 3 | 1 | 1  | 1 | 18 | 17 | +1  | 5   |
| Roumanie | 3 | 1 | 0  | 2 | 18 | 23 | −5  | 3   |
| Pologne  | 3 | 0 | 0  | 3 | 14 | 22 | −8  | 0   |

- Meilleur joueur:  Roberto Pasquali

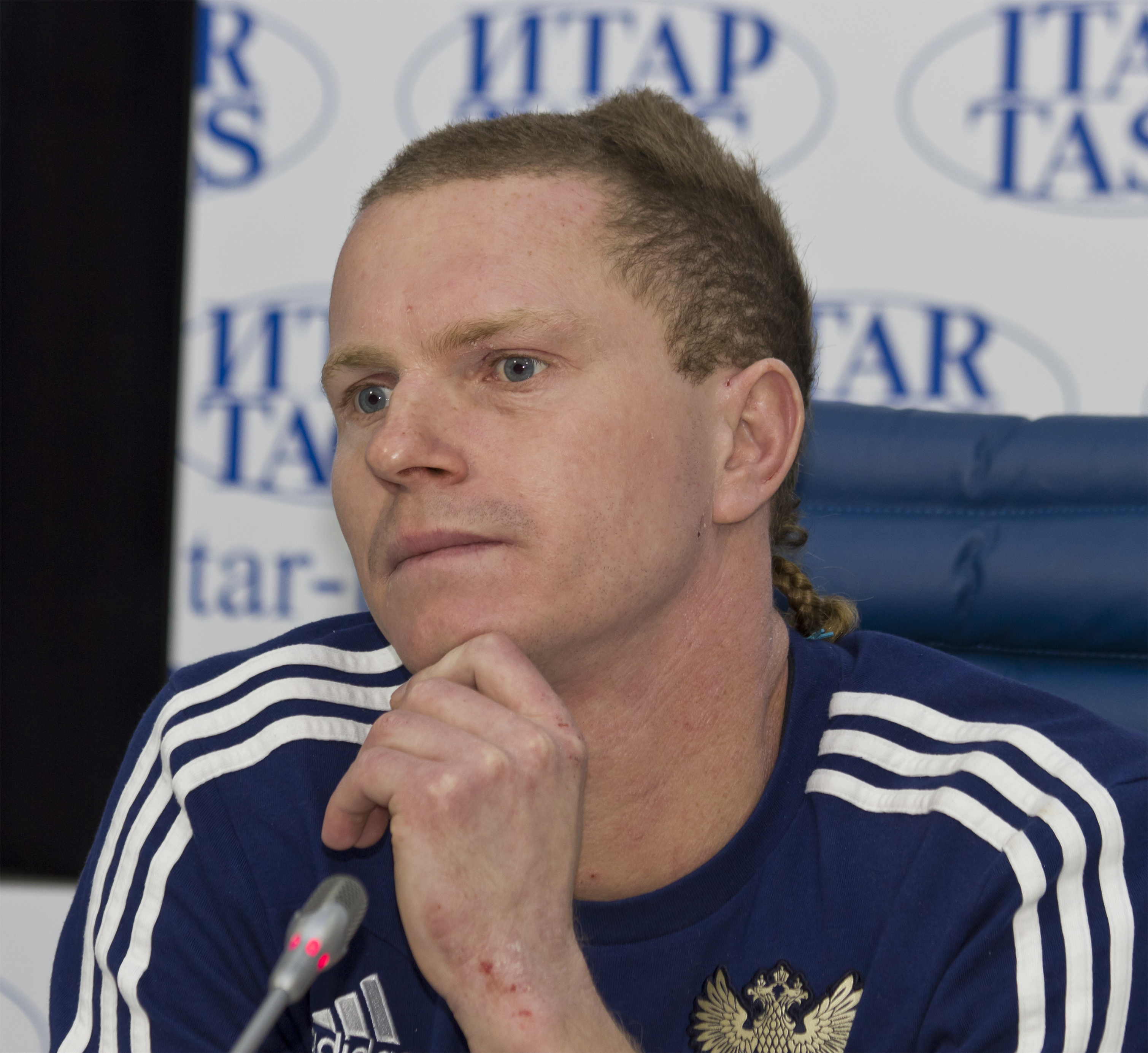
Andreï Boukhlitski est élu meilleur gardien de cette première étape.

- Meilleur buteur:  Roberto Pasquali et  Boguslaw Saganowski (8 buts)
- Prix du Fairplay:  Russie

- Meilleur gardien:  Andreï Boukhlitski

#### Division B
Israël affronte la Grèce lors de la première journée et se place à la tête de la division B où chaque équipe ne joue que deux matchs. Les Israéliens s'appuient sur Iloz marquant cinq buts dans le match dont 2 dans les premières minutes de la partie. Ils finissent la première période avec une avance de 3-2. Les Grecs reviennent dans le match en deuxième période mais même avec un but contre son camp d'Israël, Iloz marquant trois buts dans les 5 minutes du deuxième tiers temps, Israël garde l'avantage. La dernière période est à nouveau à l'avantage des Israéliens, pour finir le jeu à 9-5.
L'équipe nationale d'Israël obtient son billet pour la finale de promotion après sa victoire sur l'Allemagne (6-3). Malgré une première période serrée avec un résultat de 3-2 pour les Israéliens, la victoire ne semble jamais être en danger. Le capitaine Miloz montre la voie en marquant trois des six buts de son équipe.
Dans le dernier match sans importance après la qualification israélienne, l'Allemagne remporte son premier succès (7-5) face à la Grèce qui quitte Moscou avec zéro point. Les Grecs mènent pourtant 4-2 à la fin de la première période mais M.Stolla ramène son équipe au score avec un doublé : 4-4 à la fin du deuxième tiers. Les Allemands assurent la victoire avec un 3-1 dans la dernière période, terminant le match à 7-5.
| Équipe    | J | V | V+ | D | Bp | Bc | +/- | Pts |
| --------- | - | - | -- | - | -- | -- | --- | --- |
| Israël    | 2 | 2 | 0  | 0 | 15 | 8  | +7  | 6   |
| Allemagne | 2 | 1 | 0  | 1 | 10 | 11 | −1  | 3   |
| Grèce     | 2 | 0 | 0  | 2 | 10 | 16 | −6  | 0   |

### Étape 2

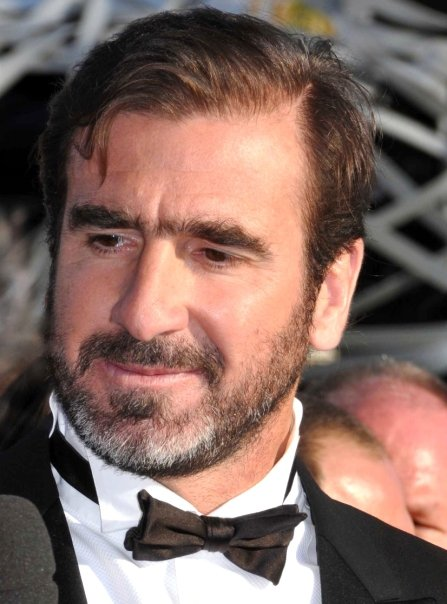
L'équipe de France d'Éric Cantona accueille la deuxième étape.

La seconde étape a lieu à Marseille où l'équipe de France accueille le Portugal, l'Espagne et la Pologne. En division B, la Biélorussie, l'Angleterre et la Hongrie prennent part à la compétition.

#### Division A
Dans la division A, le premier affrontement a lieu entre l'Espagne et le Portugal. Les ibériques prennent les devants dès le début et ne souffre jamais pour la victoire. Malgré le score final de 6-3, les supporters ne profitent de quelques-uns des meilleurs joueurs du monde comme l'attaquant et capitaine espagnol Amarelle (blessé) et les portugais Madjer, Belchior et Alan, l'entraîneur lusitanien Zé Miguel voulant donner quelques minutes de jeux aux jeunes. Le second match entre la France d'Éric Cantona, avec beaucoup de nouveaux visages et la Pologne ne satisfait pas les fans locaux avec une défaite 3-2.
Dans le match entre le Portugal et la Pologne, les deux équipes sont à égalité après le temps réglementaire (3-3). Pas plus de mouvements durant les trois minutes de temps supplémentaire. La séance de tirs au but tourne au profit de la Pologne (1-0) après le tir sur le poteau de Bruno Novo. Dans l'autre match entre voisins des Pyrénées, les élèves de Joaquin Alonso remporte la victoire par 5 buts à 4 après prolongation face aux Bleus.
La Pologne n'a ensuite aucune chance contre l'Espagne. Le tableau de bord affichant 2-0 après seulement trois minutes de jeu. Malgré les tentatives polonaises, la Roja garde le contrôle du jeu et remporte une victoire facile. Avec ces trois nouveaux points, les espagnols remporte l'étape et se qualifie ainsi pour la Superfinale. La Pologne reste à 5 points marqués mais n'est pas inquiété de perdre sa seconde place. Lors du dernier match, l'inexpérience française coûte à nouveau la victoire et les Tricolores repartent de Marseille avec zéro point en trois matches. Le Portugal joue un match sérieux avec une victoire de 6-3.
| Équipe   | J | V | V+ | D | Bp | Bc | +/- | Pts |
| -------- | - | - | -- | - | -- | -- | --- | --- |
| Espagne  | 3 | 2 | 1  | 0 | 18 | 10 | +8  | 8   |
| Pologne  | 3 | 1 | 1  | 1 | 10 | 13 | −3  | 5   |
| Portugal | 3 | 1 | 0  | 2 | 13 | 13 | 0   | 3   |
| France   | 3 | 0 | 0  | 3 | 9  | 14 | −5  | 0   |

#### Division B
Le premier jour, le favoris du groupe B, la Hongrie, gagnent son match contre la Biélorussie avec plus de mal que prévu. Les deux équipes à égalité après le temps réglementaire doivent aller en prolongation pour se départager. Les Hongrois réussissent à marquer trois buts en trois minutes (8-5) et remportent leurs deux premiers points.
La Hongrie se qualifie ensuite pour la Finale de promotion après avoir défait les nouveaux arrivants de la compétition, l'Angleterre (5-2).
Les Anglais terminent second en décrochant une victoire à la dernière minute contre la Biélorussie sur le score final de 3-1. Seulement à 1-1 jusqu'aux dernières minutes du match, l'Angleterre marque 2 buts dans les 3 dernières minutes du match et se donne une chance de se qualifier pour la Finale de promotion comme deuxième meilleur de la division B, tandis que les biélorusses perdent toutes chances d'être au Portugal.
| Équipe      | J | V | V+ | D | Bp | Bc | +/- | Pts |
| ----------- | - | - | -- | - | -- | -- | --- | --- |
| Hongrie     | 2 | 1 | 1  | 0 | 13 | 7  | +6  | 5   |
| Angleterre  | 2 | 1 | 0  | 1 | 5  | 6  | −1  | 3   |
| Biélorussie | 2 | 0 | 0  | 2 | 6  | 11 | −5  | 0   |

### Étape 3

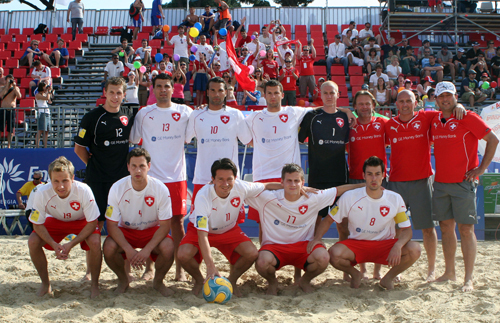
La Suisse remporte la 3e étape.

Lors de la 3e étape, la France, le Portugal, la Suisse et l'Italie dans la division A et l'Azerbaïdjan, Pays-Bas et la République tchèque se donnent rendez-vous à Lignano Sabbiadoro.

#### Division A
La Suisse joue le premier match de cette étape contre la France d'Éric Cantona. Les Bleus tentent une fois de remporter leurs premiers points mais une nouvelle défaite (5-1) ruinent leurs espoirs. Même son de cloche pour les Portugais qui s'imposent eux contre les hôtes italiens, 6-2 score final.
Le Portugal et la Suisse remporte aujourd'hui à nouveau leurs matchs respectifs de division A en battant respectivement la France et l'Italie. Dans le premier match, les Portugais battent les tricolores 8-5 dans un match intense. Madjer marque 4 des 8 buts de son équipe. Avec ce score, la France est à zéro point après 5 matchs, rendant désormais impossible la qualification pour la phase finale. Dans l'autre match, la Suisse réussi à gagner contre l'hôte Italien dans un match très excitant qui finit 6-5. Mais si les Portugais ont Madjer, la suisse possède Stankovic, qui marque les quatre premiers buts helvètes.
La Suisse gagne son match pour la première place contre le Portugal dans une partie très serrée qui se décide à la dernière minute (6-5). En effet, 4 minutes avant la fin du match, les lusitaniens mènent 5-4. Mais les helvètes inversent la donne grâce à deux buts marqués par Ziegler et Rodrigues. Avec ce résultat, la Suisse remporte l'étape avec trois victoires en autant de matches. Le Portugal, organisateur de la Superfinale est de toute façon qualifié automatiquement. Dans le match pour la troisième place du tournoi, l'Italie gagne par 5 buts à 3 dans un match très physique face à des Bleus qui s'améliorent à chaque match mais ne parviennent toujours pas à finaliser par une victoire : zéro points en six matchs. Cela les rend mathématiquement dernier du classement cumulé, ce qui leur vaut d'être reversé en Finale de promotion.
| Équipe   | J | V | V+ | D | Bp | Bc | +/- | Pts |
| -------- | - | - | -- | - | -- | -- | --- | --- |
| Suisse   | 3 | 3 | 0  | 0 | 17 | 11 | +6  | 9   |
| Portugal | 3 | 2 | 0  | 1 | 19 | 13 | +6  | 6   |
| Italie   | 3 | 1 | 0  | 2 | 12 | 15 | −3  | 3   |
| France   | 3 | 0 | 0  | 3 | 9  | 18 | −9  | 0   |

- Meilleur joueur:  Pasquale Carotenuto
- Meilleur buteur:  Dejan Stankovic (7 buts)
- Prix du Fairplay:  Michele Leghissa
- Meilleur gardien:  Paulo Graça

#### Division B
Dans la division B, l'Azerbaïdjan vient à bout de la République tchèque dans un match brillant avec 9 buts (5-4).
Dans le second match, les Pays-Bas perdent face à la République tchèque dans un match de nouveau très serré et un score final de 5-4 qui laisse tout ouvert pour la 3e et dernière journée.
Mais l'Azerbaïdjan remporte le match contre les Pays-Bas (7-4) et se réserve un billet pour la Finale de promotion au Portugal.
| Équipe      | J | V | V+ | D | Bp | Bc | +/- | Pts |
| ----------- | - | - | -- | - | -- | -- | --- | --- |
| Azerbaïdjan | 2 | 2 | 0  | 0 | 12 | 8  | +4  | 6   |
| Tchéquie    | 2 | 1 | 0  | 1 | 9  | 9  | 0   | 3   |
| Pays-Bas    | 2 | 0 | 0  | 2 | 8  | 12 | −4  | 0   |

### Étape 4

#### Division A
La Russie et la Suisse se font face dans le match d'ouverture de la dernière étape à La Haye où les trois précédents champions d'étapes de cette saison sont impliqués, avec la Roumanie. À la fin d'une première période stable, dans laquelle les deux prétendants ont leurs chances. Les choses ont changé un peu au début du troisième tiers temps, quand Schirinzi donne un bit d'avance pour la première fois dans le match à son équipe grâce à un penalty correctement transformé. Finalement, les Suisses l'emportent 6-4.
La Russie propose ensuite une autre exposition de puissance écrasante dans leur deuxième match et fustige la Roumanie 11-1 dont un quadruplé de Leonov et un coup du chapeau de Makarov. Le sort du match est déjà bouclé à la fin de la première période, les russes menant 8-1. Trois nouveaux buts russes viennent conclure le score (11-1). Dans le second match, la Suisse a toujours mené au score mais l'Espagne réussie toujours à égaliser, même lorsque l'Alpine obtient un avantage de deux buts au début du troisième tiers-temps. Lorsque Schirinzi marque sur coup franc dans les prolongations, la Roja est en mauvaise posture mais égalise grâce à Cristian Torres. Lors des tirs-au-but, Leu, Schirinzi et Ziegler marque pour la Suisse tout comme Juanma, Kuman et Miguel Beiro pour l'Espagne. Mais dans le quatrième tentative suisse, Roberto Valeiro arrête la tentative de Spacca avant que Pajón ne réussisse la sienne avec l'aide du poteau.
Lors de la dernière journée, la Roumanie gagne sa place pour la Superfinale après un retour incroyable contre l'Espagne (7-6). À la fin de la deuxième période, les Roumains sont menés 6-3 mais réussissent à transformer radicalement la situation.
| Équipe   | J | V | V+ | D | Bp | Bc | +/- | Pts |
| -------- | - | - | -- | - | -- | -- | --- | --- |
| Suisse   | 3 | 2 | 0  | 1 | 17 | 14 | +3  | 6   |
| Russie   | 3 | 2 | 0  | 1 | 21 | 11 | +10 | 6   |
| Roumanie | 3 | 1 | 0  | 2 | 12 | 22 | −10 | 3   |
| Espagne  | 3 | 0 | 1  | 2 | 16 | 19 | −3  | 2   |

La Suisse, la Russie et l'Espagne étant déjà qualifiés pour la Superfinale grâce à leur victoire respective lors des 3 premières étapes, la Roumanie est automatiquement qualifiée.

#### Division B
Ces matchs sont joués les 16 et 17 juillet à Bibione en Italie. La Turquie l'emporte grâce à sa meilleure différence de buts après son double affrontement contre la Norvège. Les Turcs frappent les premiers avec une victoire 7-4 sur les nordiques. Les Norvégiens se vengent le lendemain mais pas assez puissamment, leur victoire par un seul but d'écart n'étant pas suffisante (5-4).
| 16 juillet 2010 | Turquie | 7 – 4 | Norvège |  |  |
|                 |         |       |         |  |  |
|                 | Report  |       |         |  |  |

| 17 juillet 2010 | Norvège | 5 – 4 | Turquie |  |  |
|                 |         |       |         |  |  |
|                 | Report  |       |         |  |  |

### Classement cumulé de Division A

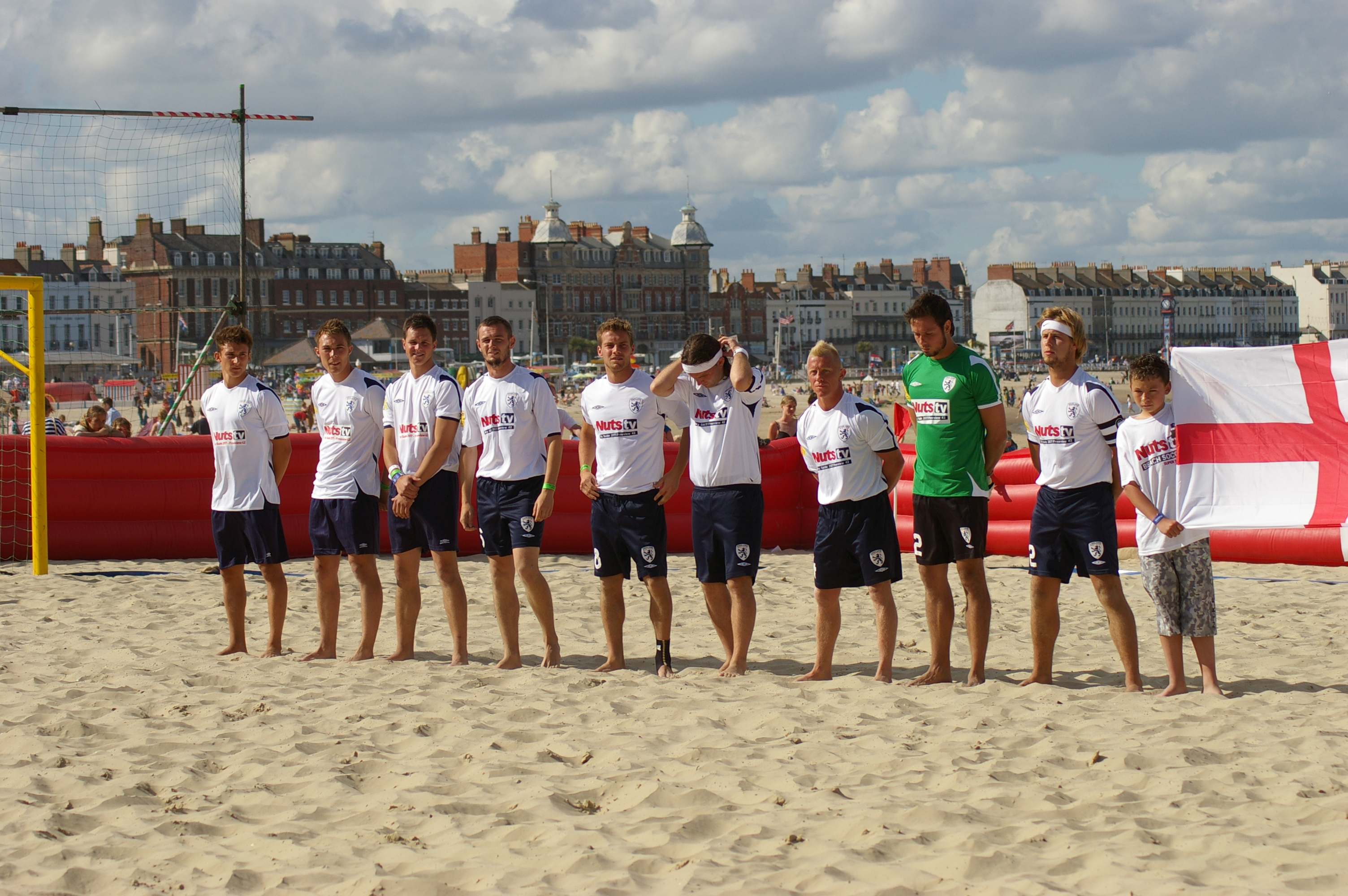
L'Angleterre remplace la République tchèque en Finale de promotion.

| Équipe   | J | V | V+ | D | Bp | Bc | +/- | Pts |
| -------- | - | - | -- | - | -- | -- | --- | --- |
| Russie   | 6 | 5 | 0  | 1 | 41 | 19 | +22 | 15  |
| Suisse   | 6 | 5 | 0  | 1 | 34 | 25 | +9  | 15  |
| Espagne  | 6 | 2 | 2  | 2 | 34 | 29 | +5  | 10  |
| Portugal | 6 | 3 | 0  | 3 | 32 | 26 | +6  | 9   |
| Italie   | 6 | 2 | 1  | 3 | 30 | 32 | −2  | 8   |
| Roumanie | 6 | 2 | 0  | 4 | 30 | 45 | −15 | 6   |
| Pologne  | 6 | 1 | 1  | 4 | 24 | 35 | −11 | 5   |
| France   | 6 | 0 | 0  | 6 | 18 | 32 | −14 | 0   |

| Qualifié pour la Superfinale | Reversé en finale de promotion | Organisateur de la superfinale |

## Superfinale
La Superfinale se déroule du 26 au 29 août au Portugal, dans le quartier de Santa Maria de Belém à Lisbonne.

### Groupes
Pour la division A, le leader de la saison régulière, la Russie, tente de défendre son titre dans le groupe A où elle fait face aux hôtes portugais. Les lusitanien cherche eux à conquérir leur 4e trophée. La Roumanie, qualifiée à la dernière seconde de son dernier match, tente elle de se faire une place. Dans le groupe B, la Suisse affronte de nouveau le recordman de titres européens espagnol (5). L'Italie, après avoir changé d'entraineur, tente elle de retrouver sa réussite d'autre fois.
Dans la finale promotionnelle, la France, dernier de la poule élite se joint aux champions de chaque tour préliminaire complétés du meilleur deuxième. L'Angleterre remplace la République tchèque qui n'est en mesure de tenir sa place. Tout comme les Tchèques, les anglais sont placés dans le groupe A de cette finale de promotion avec la Hongrie et la France.
| Division A (Superfinale) | Division A (Superfinale) |              | Division B (Finale promotionnelle) | Division B (Finale promotionnelle) |
| Groupe A                 | Groupe B                 | Groupe A     | Groupe B                           |                                    |
| ------------------------ | ------------------------ | ------------ | ---------------------------------- | ---------------------------------- |
| Russie (A1)              | Suisse (A2)              | France (A8)  | Israël                             |                                    |
| Portugal (A4)            | Espagne (A3)             | Hongrie      | Azerbaïdjan                        |                                    |
| Roumanie (A6)            | Italie (A5)              | Angleterre * | Turquie                            |                                    |

### Division A

#### Phase de groupe
Pour les premiers matchs de Division A, les leaders de la saison régulière russes ont du mal à battre la Roumanie (6-4), les joueurs des Carpates menant même deux fois au score. Dans le match entre l'Italie et la Suisse, personne ne peut prédire ce qui va se passer. Les italiens remportent ce derby des Alpes face à des helvètes dépassés ne pouvant s'appuyer que sur Stankovic (8-6).
Après le derby des Alpes, les italiens jouent ensuite celui de la Méditerranée contre l'Espagne et se qualifie pour la finale avec une victoire 6-5 malgré le retour de l'ange espagnol Amarelle. Les Ibériques sont menés au score durant tout le match et malgré leurs quatre égalisations il en manque une de plus pour décrocher les prolongations a été suffisant pour les Espagnols. Dans l'autre groupe, le Portugal reste fidèle à son objectif de victoire en venant facilement à bout de la Roumanie (6-1). Alan Cavalcanti signe un triplé.
Dans le dernier match de chaque groupe, la Suisse bat l'Espagne pour la deuxième place de la poule B, se qualifiant pour le match pour la troisième place de la compétition (6-3). Dans le même match de l'autre poule, l'hôte portugais vient à bout des tenants du titre russes et se qualifie pour la finale. Madjer signe un triplé.
| Équipe   | J | V | V+ | D | Bp | Bc | +/- | Pts |
| -------- | - | - | -- | - | -- | -- | --- | --- |
| Portugal | 2 | 2 | 0  | 0 | 10 | 3  | +7  | 6   |
| Russie   | 2 | 1 | 0  | 1 | 8  | 8  | 0   | 3   |
| Roumanie | 2 | 0 | 0  | 2 | 5  | 12 | −7  | 0   |

| Équipe  | J | V | V+ | D | Bp | Bc | +/- | Pts |
| ------- | - | - | -- | - | -- | -- | --- | --- |
| Italie  | 2 | 2 | 0  | 0 | 14 | 11 | +3  | 6   |
| Suisse  | 2 | 1 | 0  | 1 | 12 | 11 | +1  | 3   |
| Espagne | 2 | 0 | 0  | 2 | 8  | 12 | −4  | 0   |

#### Matchs de classement
Pour la 5e place, les Espagnols infligent une sévère défaite à la Roumanie, affichant une supériorité nouvelle. En une période, le score est déjà de 4-0 après des buts de Javi Torres, Pajón, Beiro et Amarelle. Après la première pause, les Espagnols ralentissent et Tase en profite pour raccourcir le retard au score. Mais les attentes roumaines n'iront pas plus loin puisqu'Amarelle et Javi Torres signent un doublé suivi par un but de Nico.
| 5e place           | Roumanie | 1 – 7 | Espagne                                              |  |  |
| 29 août 2010 11h30 | Tase     |       | Javi Torres · Pajón · Miguel Beiro · Amarelle · Nico |  |  |
| 29 août 2010 11h30 | Report   |       |                                                      |  |  |

La Russie remporte la troisième place en battant la Suisse. L'affrontement entre ces deux équipes se révèle plus déséquilibré que l'on peut l'attendre principalement en raison de l'efficacité des vainqueurs. Shishin et Kracheninnikov font le break dès la première période mais du côté suisse la réponse ne tarde pas par Stankovic puis Rodrigues qui égalisent. Chaïkov redonne l'avantage avant la première pause. Lorsque Stankovic neutralise à nouveau l'avantage soviétique, on croit voir venir le moment pour la Suisse de gérer le jeu mais ce sont les soldats russes qui réagissent. D'abord avec le deuxième but de Shishin (qui signe un quadruplé) toujours en seconde période avant que toute l'équipe russe n'enchaine pour porter le score à 7-3.
| 3e place | Russie                             | 7 – 3 | Suisse                |  |  |
| 15h45    | Shishin · Krasheninnikov · Shaykov |       | Stankovic · Rodrigues |  |  |
| 15h45    | Report                             |       |                       |  |  |

Le Portugal, à domicile, devient champion d'Europe pour la quatrième fois, après avoir battu l'Italie invaincue en Superfinale. Corosiniti ouvre le score et jette un seau d'eau froide sur l'enthousiasme des supporters portugais dès la deuxième minute de la partie. Le numéro six du Portugal, Alan, ramène le score à égalité. Dès la septième minute de la deuxième période, Bruno Novo donne l'avantage aux lusitaniens. À la même minute de la dernière période, Gori égalise avec une bicyclette et redonne de l’intérêt aux 5 dernières minutes. Mais le Portugal, soutenu par leurs supporters dévoués, décide de rester en défense avant que Bruno Novo n'offre le trophée à son pays (3-2).
| Finale | Portugal          | 3 – 2 | Italie            |  |  |
| 17h00  | Alan · Bruno Novo |       | Corosiniti · Gori |  |  |
| 17h00  | Report            |       |                   |  |  |

#### Classement final
| Rang | Équipe   |
| ---- | -------- |
| 1    | Portugal |
| 2    | Italie   |
| 3    | Russie   |
| 4    | Suisse   |
| 5    | Espagne  |
| 6    | Roumanie |

- Meilleur joueur:  Madjer
- Meilleur buteur:  Dejan Stankovic (8 buts)
- Meilleur gardien:  Andreï Boukhlitski

### Division B

#### Phase de groupe
Lors de la première journée, l'équipe nationale turque bat Israël au terme des tirs-au-but. Alors que tout semble perdu pour la Turquie, Erhan égalise de la tête à 3-3 dans les dernières secondes. Aucun des prétendants ne trouve le chemin des filets durant la prolongation et ce sont les Turcs qui l'emportent. Les Français commencent eux par une belle victoire sur l'Angleterre (10-4).
La Turquie gagne ensuite sa place pour la finale de Promotion après une victoire épique contre l'Azerbaïdjan. Tout comme la veille, les Turcs marquent dans les derniers instant de la rencontre avec cette fois-ci, en plus du but égalisateur, celui de la victoire (5-4). Le second match entre l'Angleterre et la Hongrie voit à nouveau les Britanniques s'incliner après avoir pourtant mené 2-0 puis 3-1 (5-3).
Lors du dernier match du groupe B, Israël et l'Azerbaïdjan s'affrontent pour gagner leur place pour le match de la troisième place finale. Les Israéliens remportent le match 3-1. Reversée en phase finale de promotion à la suite de sa dernière place en saison régulière de Division A, la France se donne le droit de défendre sa place en finale contre la Turquie battant la Hongrie (7-2).
| Équipe     | J | V | V+ | D | Bp | Bc | +/- | Pts |
| ---------- | - | - | -- | - | -- | -- | --- | --- |
| France     | 2 | 2 | 0  | 0 | 17 | 6  | +11 | 6   |
| Hongrie    | 2 | 1 | 0  | 1 | 7  | 10 | −3  | 3   |
| Angleterre | 2 | 0 | 0  | 2 | 7  | 15 | −8  | 0   |

| Équipe      | J | V | V+ | D | Bp | Bc | +/- | Pts |
| ----------- | - | - | -- | - | -- | -- | --- | --- |
| Turquie     | 2 | 1 | 1  | 0 | 8  | 7  | +1  | 5   |
| Israël      | 2 | 1 | 0  | 1 | 6  | 4  | +2  | 3   |
| Azerbaïdjan | 2 | 0 | 0  | 2 | 5  | 8  | −3  | 0   |

#### Matchs de classement
L'Azerbaïdjan finit la compétition par une victoire sur l'Angleterre et prend la cinquième place au classement final la saison. Après une première période stabilisée mais émoussée dans laquelle aucune des équipes atteint le but de l'adversaire, Zeïnalov met les azéri devant au score. Cependant, Evans égalise dans les secondes qui suivent. Finalement, un doublé d'Huseynov donne la victoire aux orientaux (4-2).
| 5e place           | Angleterre    | 2 – 4 | Azerbaïdjan                    |  |  |
| 29 août 2010 10h00 | Evans · Black |       | Zeynalov · Huseynov · Baghirov |  |  |
| 29 août 2010 10h00 | Report        |       |                                |  |  |

Israël finit 3e de Division B grâce à une victoire de prestige sur la Hongrie. Après une première période stabilisée, les Israéliens détruisent les espoirs Magyar avec un 0-6 infligé en deuxième et troisième période (8-4). Le capitaine israélien, Iloz, est le joueur du match avec 5 buts inscrits.
| 3e place | Hongrie             | 4 – 8 | Israël              |  |  |
| 14h30    | Abel · Weisz · Vigh |       | Iloz · Amar · Yatim |  |  |
| 14h30    | Report              |       |                     |  |  |

Lors de la finale de promotion, la Turquie semble être plus volontaire dès le début. Poussé par l'illusion d'une telle opportunité, ils sont rapidement aux commandes de la partie face à la France. Ayhan donnant le premier avantage à la Turquie, mais Pagis le neutralise trois minutes après. Le même phénomène se répète ensuite avec le but de Tamer et la réponse de Samoun. Mais à la suite du nouveau but turc de Seyit Ahmet pour le 3-2, les joueurs d'Éric Cantona sont incapables de trouver la faille dans l'arrière-garde ottomane. À 4 minutes de la fin, Kerem scelle la fin du match avec le quatrième but pour la Turquie. Le but de Basquaise dans les dernières secondes arrive trop tard, les Turcs montent dans l'élite tandis que la France fait le chemin inverse.
| Finale | France                     | 3 – 4 | Turquie                          |  |  |
| 13h00  | Pagis · Samoun · Basquaise |       | Ayhan · Tamer · S. Ahmet · Kerem |  |  |
| 13h00  | Report                     |       |                                  |  |  |

#### Classement final
| Rang | Équipe           |
| ---- | ---------------- |
| 1    | Turquie (promu)  |
| 2    | France (relégué) |
| 3    | Israël           |
| 4    | Hongrie          |
| 5    | Azerbaïdjan      |
| 6    | Angleterre       |